# Sparviero
Sparviero  (Italiaans: Isolotto di Sparviero, lett. "eilandje van de sperwer") is een klein Italiaans eiland voor de westkust van Toscane. Het ligt voor de kust bij Punta Ala, een frazione in de gemeente Castiglione della Pescaia en wordt gerekend tot de Toscaanse Archipel.
Het eilandje heeft van boven gezien de vorm van een driepoot en kent een maximale grootte van ongeveer 230 bij 180 meter en ligt ongeveer 1,3 kilometer van het vasteland verwijderd. Op het eilandje staat de ruïne van de Torre degli Appiani, een toren uit de middeleeuwen die een belangrijke positie innam in het voormalige vorstendom Piombino.

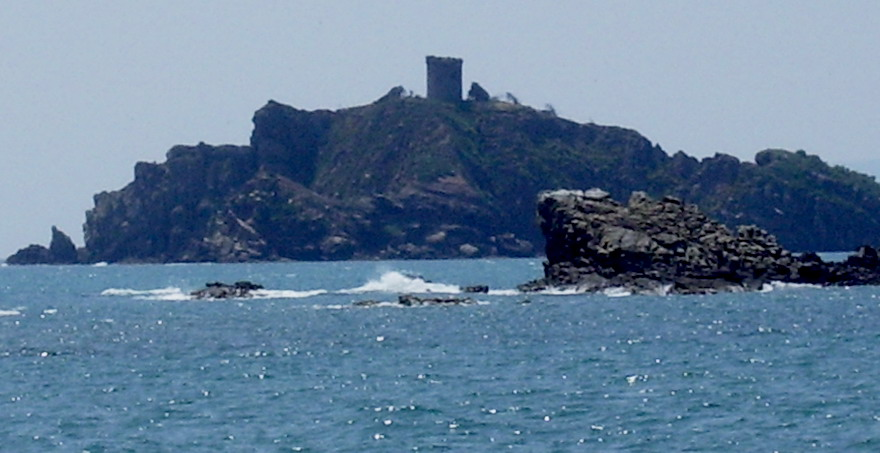
De Torre degli Appiani op Sparviero